# Technolog Stream CV 1259
Der Technolog Stream CV 1259 ist ein Container-Feederschiffstyp, der vom Unternehmen Technolog Services in Hamburg entworfen wurde und auf Werften in der Volksrepublik China gebaut wird. Die zur Baureihe gehörende Eco Maestro war nach der Laura Mærsk das zweite mit Methanol betriebene Containerschiff, das im europäischen Feederverkehr in Dienst gestellt wurde.

## Geschichte

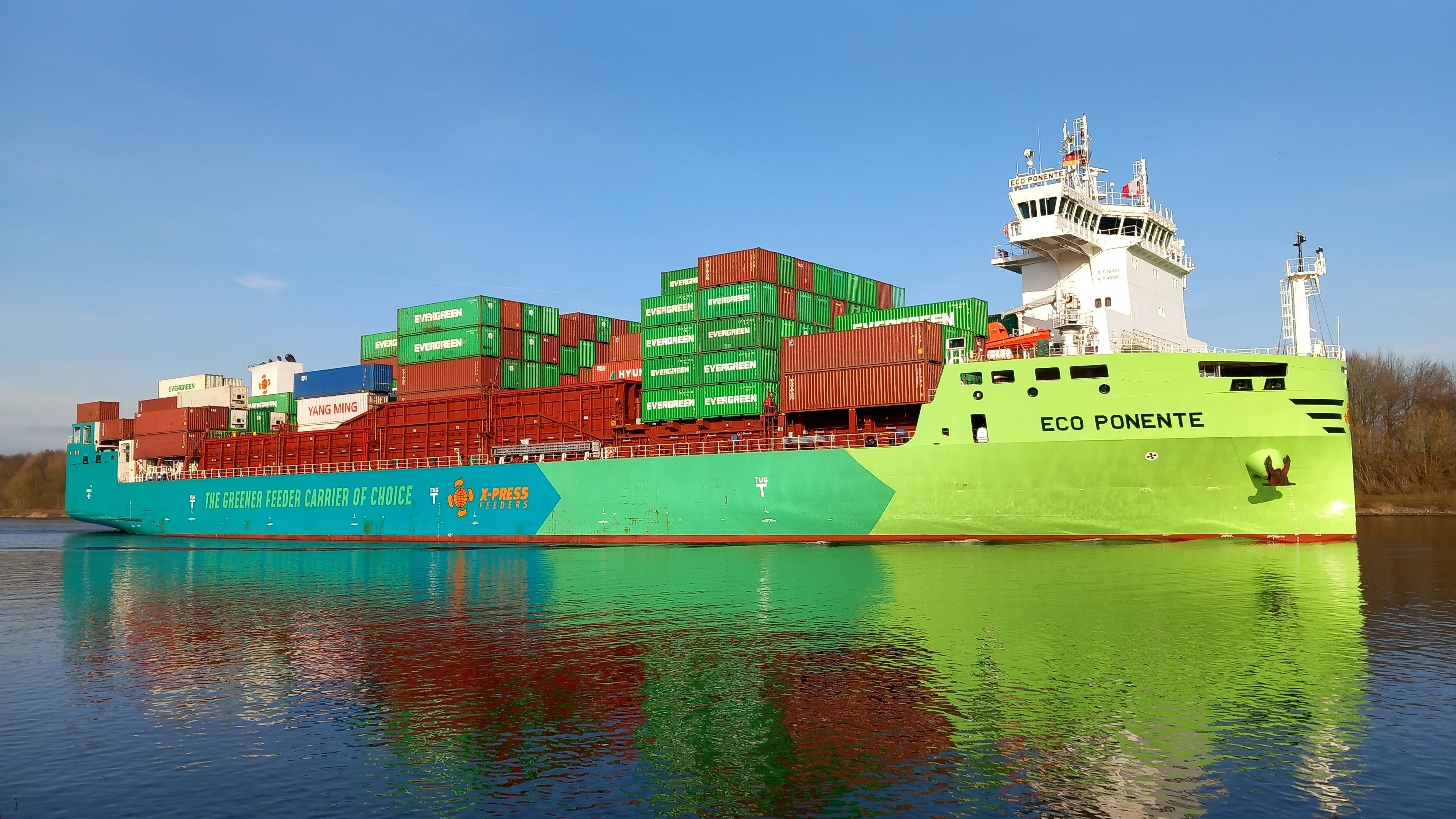
Die Eco Ponente

Das Hamburger Ingenieurbüro Technolog Services GmbH entwickelte den Schiffstyp für die in Singapur ansässige X-Press Feeders Group (offiziell Sea Consortium Pte. Ltd.), die insgesamt 14 Einheiten dieses Typs bestellen wollte, verteilt auf zwei Baulose. Obwohl der Einbau von methanolfähigen Zweistoffmotoren und entsprechenden Tanks bereits frühzeitig berücksichtigt wurde, hatte die Reederei ursprünglich geplant, die Schiffe für mehrere Jahre mit Marine-Gasöl (MGO) zu betreiben und sie erst später durch den Einbau zusätzlicher Komponenten vollständig auf Methanolbetrieb umzurüsten. Noch während der Design-Phase entschied sich die X-Press Feeders Group für die Option, die Neubauten mit Methanol in Fahrt zu setzen, woraufhin Technolog Services den Entwurf entsprechend anpasste. Dabei wurde auch die nominelle Kapazität des ursprünglich als Technolog Stream CV 1170 bezeichneten Entwurfs von 1170 TEU auf 1259 TEU erhöht. Die Bauaufträge für die ersten acht Technolog Stream CV 1259 gingen am 8. November 2021 zu gleichen Teilen an die chinesischen Werften New Dayang Shipbuilding in Yangzhou und Jiangsu New Yangzi Shipbuilding in Jingjiang.

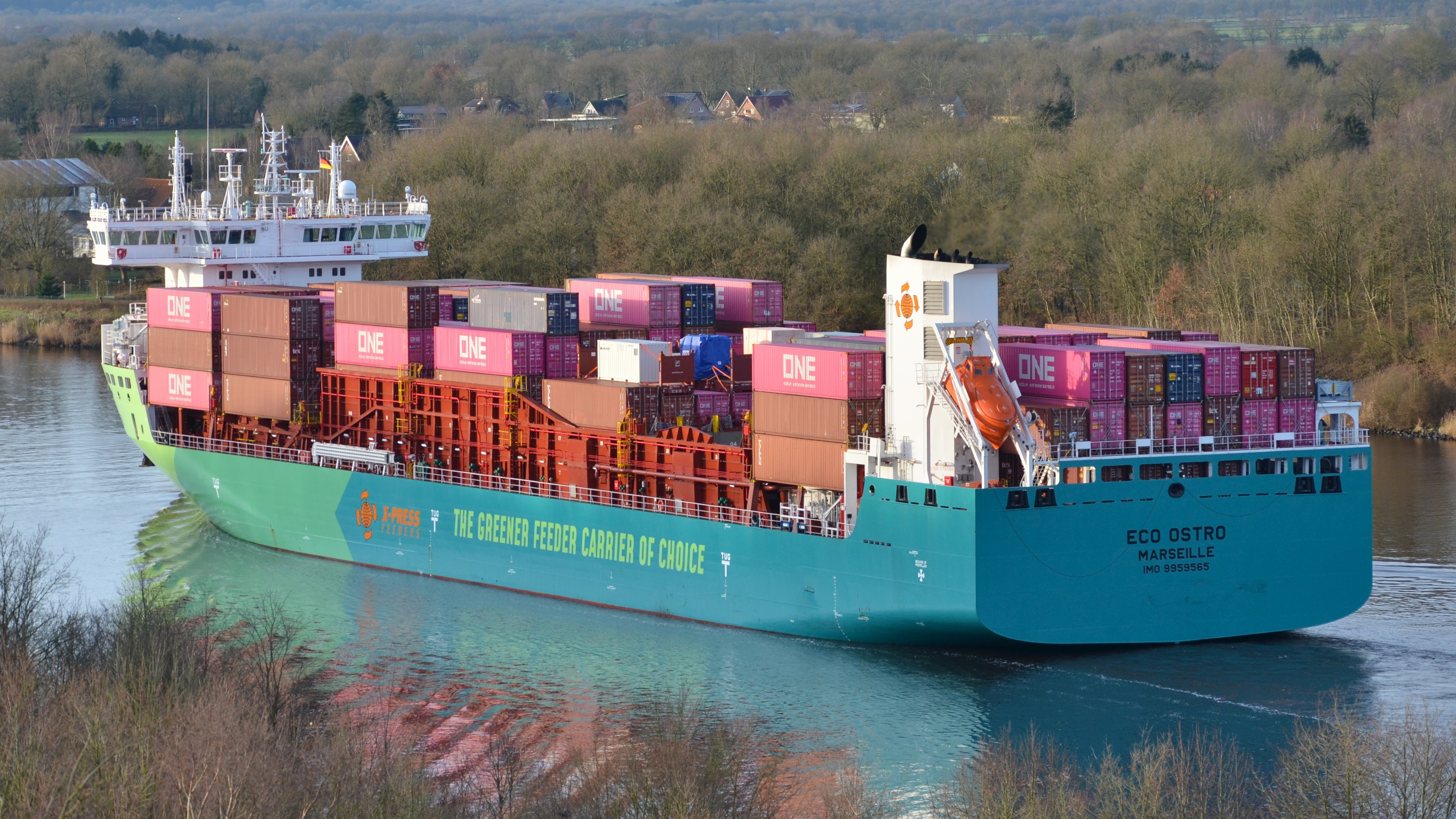
Heckansicht der Eco Ostro

Das Typschiff der Baureihe ist die Eco Umande, die ihren Stapellauf am 17. August 2023 hatte und die am 18. März 2024 von New Dayang Shipbuilding abgeliefert wurde. Aufgrund von Lieferverzögerungen eines Subunternehmens, das für die Bereitstellung von Komponenten für die Methanol-Aufbereitung verantwortlich war, erfolgte die Fertigstellung der Eco Umande ohne diese Systeme, so dass sie nach der Werftablieferung bis zum 23. Juni 2024 beim Unternehmen Pacific Ocean Engineering in Zhoushan entsprechend nachgerüstet werden musste. Das zweite Schiff der Baureihe, die am 16. Mai 2024 von Jiangsu New Yangzi Shipbuilding abgelieferte Eco Maestro, erhielt die für den Methanolbetrieb notwendigen Systeme noch auf der Bauwerft und kam somit als erster Technolog Stream CV 1259 in Fahrt. Sie wurde nach der Überführung aus Asien am 9. Juli 2024 in Rotterdam offiziell getauft und danach im Feederverkehr zwischen Rotterdam und Helsinki in Dienst gestellt. Die Ablieferungen der anderen Schiffe des ersten Bauloses erfolgten bis zum 8. Januar 2025. Vier von ihnen fahren unter französischer Flagge mit Heimathafen Marseille, die anderen vier unter maltesischer Flagge mit Heimathafen Valletta. Die Bereederung erfolgt durch die Reederei Eastaway France, die zur X-Press Feeders Group gehört. Mit dem technischen Schiffsmanagement ist V.Ships France beauftragt worden. Mit Stand März 2025 fahren sechs Schiffe im europäischen Feederverkehr, die beiden anderen auf Diensten entlang der lateinamerikanischen Pazifikküste. Die in Europa eingesetzten Einheiten werden in Rotterdam mit „grünem Methanol“ bebunkert. Einen entsprechenden Liefervertrag hatte die X-Press Feeders Group im Juli 2023 mit dem Unternehmen OCI Global abgeschlossen.
Die Bauaufträge der sechs anderen Schiffe vergab die X-Press Feeders Group am 5. Juni 2023 über die Reederei Eastaway an die Werft CSSC Huangpu Wenchong Shipbuilding in Huangpu, wo der Typ als SDARI Sealion CV 1250 bezeichnet wird. Die Ablieferungen der sechs Neubauten sollen ab dem dritten Quartal 2025 erfolgen.
Zwei weitere Einheiten bestellte die zur Reedereigemeinschaft USC Barnkrug gehörende Elbdeich Reederei im Oktober 2023 bei Huangpu Wenchong Shipbuilding mit Bauoptionen für zwei zusätzliche Schiffe. Diese Optionen wurden im Februar 2024 durch die Elbdeich Reederei und die norwegische Reederei MPC Container Ships (MPCC) in Festbestellungen umgewandelt. Die Ablieferungen der vier Neubauten, die langfristig an Unifeeder verchartert werden sollen, sind für 2026 geplant.

## Technik

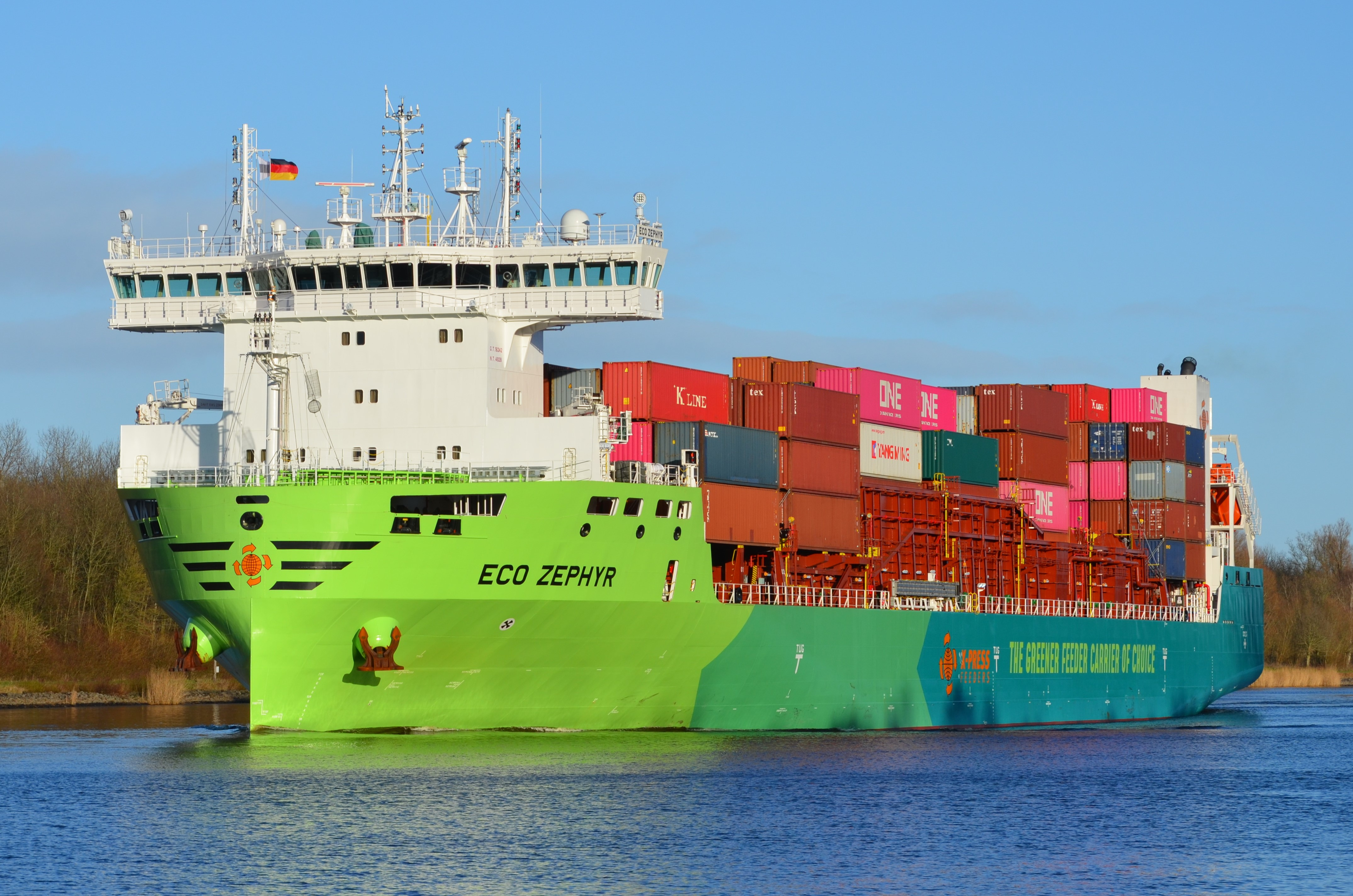
Die Eco Zephyr

Der Technolog Stream CV 1259 wurde als Open-Top-Containerschiff für den ganzjährigen Einsatz in der Nord- und Ostsee konzipiert. Im Gegensatz zu den meisten anderen Containerschiffstypen liegt das Deckshaus über der Back (vorne), wodurch der Sichtstrahl von der Brücke nicht durch die Decksladung beeinträchtigt wird. Das Vorschiff ist komplett überdacht und die Nock in die Brücke integriert. Die Rümpfe sind verstärkt und erfüllen die Vorgaben der finnisch-schwedischen Eisklasse 1C. Die Klassifikation der ersten acht Einheiten erfolgte durch die Klassifikationsgesellschaft DNV.
Die Schiffe haben eine Gesamtlänge von 148,00 m (145,19 m Lpp) und eine registrierte Breite von 27,20 m. Der maximale Tiefgang beträgt 8,10 m. Die Eco Umande und die Eco Marin sind mit 16.226 BRZ und 4.928 NRZ vermessen, alle anderen bislang abgelieferten Schiffe mit 16.242 BRZ und 4.928 NRZ. Die Tragfähigkeit der einzelnen Einheiten variiert leicht und liegt zwischen 13.629 dwt (Eco Tramontane) und 13.736 dwt (Eco Umande).
Der Technolog Stream CV 1259 verfügt über vier Laderäume, wobei die beiden vorderen mit hydraulischen Klapplukendeckeln verschlossen werden und die beiden hinteren oben offen sind. Durch die offenen Laderäume ergeben sich kürzere Ladezeiten sowie eine hohe Flexibilität beim Beladen, weil die Höhe der Containerstapel im Raum nicht durch Lukendeckel begrenzt wird. In den Laderäumen befinden sich verstellbare Zellgerüste, die auf die jeweilige Länge der zu stauenden Container angepasst werden können. Die Schiffe besitzen eine nominelle Kapazität von 1259 20-Fuß-Standardcontainer (TEU). Bei einem Durchschnittsgewicht von 14 t je Container können aus Stabilitätsgründen maximal 950 TEU gestaut werden. Der Technolog Stream CV 1259 ist für den Transport von 45-Fuß-Container optimiert worden, die in bis zu zehn Reihen nebeneinander und fünf Lagen übereinander an Deck sowie in bis zu neun Reihen nebeneinander und in bis zu elf Lagen übereinander in den beiden offenen Räumen gestaut werden können. Die beiden vorderen Laderäume sind zum Transport von Standardcontainern (TEU/FEU) vorgesehen, wobei der Laderaum 1 eine Kapazität von 40 TEU und der Laderaum 2 eine Kapazität 68 TEU aufweist. Eine Stauung von High-Cube-Containern (2,90 m statt 2,59 m hoch) ist in allen Räumen sowie auf allen Stellplätzen an Deck möglich. An Bord sind Anschlüsse für bis zu 349 Kühlcontainer vorhanden.
Der Technolog Stream CV 1259 wird von einem 6.650 kW leistenden Fünfzylinder-Zweitakt-Zweistoffmotor (MGO/MeOH) des Typs MAN B&W 5S50ME-C9.7-LGIM angetrieben, der auf einen Verstellpropeller wirkt. Der Methanoltank befindet sich unterhalb des Laderaums 4. Zur Stromerzeugung an Bord stehen ein Wellengenerator mit 1250 kW Leistung sowie zwei Cummins-Dieselgeneratoren zur Verfügung. Während der Liegezeiten im Hafen kann zudem Landstrom genutzt werden. Die Schiffe sind mit einem Becker-Flap-Ruder ausgerüstet. Für An- und Ablegemanöver besitzen sie ein elektrisch angetriebenes Bugstrahlruder mit 1000 kW Leistung.

## Die Schiffe
| Technolog Stream CV 1259  | Technolog Stream CV 1259               | Technolog Stream CV 1259 | Technolog Stream CV 1259          | Technolog Stream CV 1259  | Technolog Stream CV 1259   |
| Bauname                   | Werft Baunummer                        | IMO- Nummer              | Kiellegung Stapellauf Ablieferung | Auftraggeber              | Umbenennungen und Verbleib |
| ------------------------- | -------------------------------------- | ------------------------ | --------------------------------- | ------------------------- | -------------------------- |
| Eco Umande                | New Dayang Shipbuilding NDY2001DF      | 9959541                  | 11.04.2023 17.08.2023 18.03.2024  | X-Press Feeders, Singapur | so 2025 in Fahrt           |
| Eco Maestro               | Jiangsu New Yangzi Shipbuilding XL-195 | 9985942                  | 21.12.2023 25.01.2024 16.05.2024  | X-Press Feeders, Singapur | so 2025 in Fahrt           |
| Eco Marin                 | New Dayang Shipbuilding NDY2002DF      | 9959553                  | 21.08.2023 15.11.2023 14.06.2024  | X-Press Feeders, Singapur | so 2025 in Fahrt           |
| Eco Levant                | Jiangsu New Yangzi Shipbuilding XL-196 | 9985954                  | 19.12.2023 13.03.2024 21.06.2024  | X-Press Feeders, Singapur | so 2025 in Fahrt           |
| Eco Ponente               | Jiangsu New Yangzi Shipbuilding XL-197 | 9985966                  | 21.12.2023 07.06.2024 20.08.2024  | X-Press Feeders, Singapur | so 2025 in Fahrt           |
| Eco Zephyr                | Jiangsu New Yangzi Shipbuilding XL-198 | 9985978                  | 19.12.2023 31.05.2024 05.09.2024  | X-Press Feeders, Singapur | so 2025 in Fahrt           |
| Eco Ostro                 | New Dayang Shipbuilding NDY2003DF      | 9959565                  | 24.11.2023 25.04.2024 08.10.2024  | X-Press Feeders, Singapur | so 2025 in Fahrt           |
| Eco Tramontane            | New Dayang Shipbuilding NDY2004DF      | 9959577                  | 29.04.2024 19.07.2024 08.01.2025  | X-Press Feeders, Singapur | so 2025 in Fahrt           |
| Daten: Marinetraffic, DNV |                                        |                          |                                   |                           |                            |